# Hyalomyzus collinsoniae
Hyalomyzus collinsoniae är en insektsart som först beskrevs av Pepper 1950.  Hyalomyzus collinsoniae ingår i släktet Hyalomyzus och familjen långrörsbladlöss. Inga underarter finns listade i Catalogue of Life.